# さよなら私
『さよなら私』（さよならわたし）は、2014年10月14日から12月9日まで、NHKの「ドラマ10」枠で毎週火曜日22時 - 22時48分に放送された日本のテレビドラマ。全9話。主演は永作博美。

## あらすじ
高校時代の同級生だった友美・薫・春子。第一志望の高校受験失敗に伴い母親との確執で自殺さえ考えていた友美を、正反対の性格だった薫は突き放すかのような言葉で包み込み、2人の接着剤的存在だった春子を合わせた3人の友情が生まれた。
仕事にのめり込む内に結婚が遠のき独身生活を続ける薫と家庭を持って主婦になった友美・春子とはしばらく交流が途絶えていたが、41歳で開かれた高校の同窓会で久しぶりに再会する。3人で飲み交わした時、友美は薫が自分の家庭事情を妙に知りすぎていることで夫・洋介と薫の不倫関係を知ってしまう。
友美は薫と洋介との関係について話し合ううちに揉み合いになり、石段から2人して転がり落ちる。そして2人は互いに心と身体が入れ替わってしまったことを知り、洋介にも春子にも打ち明けられないまま奇妙な夫婦関係・不倫関係・友人関係が始まる。
春子にも夫・光雄の浮気が判明し、3人が洋介・光雄の不倫を認識しているにもかかわらず、壊れるどころか堅くなる友情、捻れながら続く夫婦の会話がファンタジー的かつコミカルに展開していく。
友美の身体に発生した癌という病。その身体に宿って死を迎えるのは薫の心。友美の身代わりだったら死ぬ事を受け入れられると友美に告げる薫。そこに戻ると自分が死ぬと分かっていても友美は自分の身体に帰りたい。愛する息子の健人を育てていけるのは薫の身体だけ。もし2人が元の身体に戻ったら、薫は健人を母として愛していけるのか。入れ替わった2人の心の葛藤。
薫の身体に宿った友美の心は自身の母親の告白を聞き、それが母との和解に結びついていく。友美の余命を知ってから始まった同級生3人の家族と洋介たちの奇妙な共同生活を通じて、友美の身体に宿っている魂と薫の身体に宿っている魂はかつて2人一緒に夢に見た遠い記憶そのままに融合し、健人は母を失っていくさみしさを乗り越え、新しい母親として友美に託された薫と共に生きていく。

## キャスト

### 桜聖女学院の同級生
星野 友美〈41〉
演 - 永作博美（高校時代：萩原みのり）
気持ちを察してくれる優しい夫と一人息子にも恵まれ、充実した毎日を過ごしている。薫とは性格が正反対だが、お互いの考え方を認め合っている。薫の何気ない言動から彼女と夫との関係に疑問を持つようになり、真相を確かめるために薫の住んでいる家に行き、夫の姿を目撃する。後日薫を呼び出し、口論に発展するなかで揉み合いになり彼女と一緒に石段から転落し、互いの心と体が入れ替わってしまう。「他の人と比較して勝ったとか負けたとか思う人生は嫌。他の人を妬んだり悪く言ったり貶したり、そういうのだらけの人生は嫌。私は幸せだと感じて生きていきたい。」というのが口癖で昔から周りから「また優等生発言出た。」と言われていた。
早川 薫〈41〉
演 - 石田ゆり子（高校時代：秋月成美）
これまで家庭を持たずに仕事に邁進し、映画プロデューサーとしてのキャリアを積み重ねてきた。友美の夫とは知らずに洋介と体を重ねてしまい、最初にアプローチしてきたのは彼の方だったと友美に打ち明ける。複雑な家庭環境を理由に、友美の母からは友美との仲を妨害されるほど嫌がられていた。苦手な食べ物は「春巻き」。
三上 春子〈41〉
演 - 佐藤仁美（高校時代：南川ある）
夫の東京本社栄転が決まり静岡から友美たちが暮らす東京へ戻って来る。学生時代は友美と薫の仲を取り持つ接着剤のような役割を担っていた。運転する車のナンバーは3776番。

### 星野家
星野 洋介
演 - 藤木直人
友美の夫。都市計画を立案する部署に勤務する。映画祭の企画で知り合った薫が友美の親友と知らずに彼女と体を重ねた。不倫してる身として光雄の浮気について男としての心構えを説くが、逆に自らの不倫が想定外の展開に発展し困惑する。
星野 健人〈5〉
演 - 髙橋來
友美の息子。母の髪を掴んで寝るのが癖。好物はパエリア。

### 三上家
三上 光雄
演 - 尾美としのり
春子の夫。静岡で知り合った冬子と浮気をしているが、洋介ほど覚悟もないまま呑気に甘い生活を楽しみ、出来ることならこのままの関係を長く続けたいと思っている。
三上 翔太
演 - 今井稜久
三上家長男。大樹と同じくかなりのやんちゃだが、健人が寂しそうにしている時には自分のお気に入りのものを触らせてあげるなど、年下に優しい心遣いが出来る。
三上 大樹
演 - 山崎智史
三上家次男。

### 健人の同級生
ハルカ
演 - 河本彩夢
信太郎
演 - 浅野瑛海

### その他
遠山 冬子
演 - 谷村美月
光雄とは不倫関係。交通事故により足に後遺症が残ってしまい、光雄に出会うまで特に男性との恋愛に引け目を感じながら生きてきた。静岡から東京へ戻る光雄を追いかけて上京する。
吉澤 弘子
演 - りりィ
友美の母。家族を捨て不倫相手と逃げた薫の母を軽蔑し、その娘である薫もまともな大人にならないと思い込み、友美が薫と友達関係を続けることに反対していた。薫との一件で親子関係が上手くいかなくなり、孫の健人が産まれるまで関係が修復出来なかった。お気に入りの飴は友美がテストで満点を取った時だけにご褒美として友美に与えていた。
山崎 遼太
演 - 水田航生
薫の部下。薫の関わった映画作品に感銘を受けて彼女の仕事に憧れ、クレジットに名が出る程度の世間的認知しかない地味な仕事であることは承知の上でこの業界に入ってきた。

## スタッフ
- 作 - 岡田惠和
- 音楽 - 松浦晃久
- 演出 - 黒崎博、田中正
- 主題歌 - 平井堅「おんなじさみしさ」（アリオラジャパン）[7]
- 挿入歌 - Olivia Burrell「Love is…（A Song From 1st Corinthians）」[注 2]
- 脚本協力 - 中村千明
- タイトル制作 - シマダタモツ
- 撮影協力 - フィルムコミッション富士
- 医事考証 - 猿丸修平、高宮有介
- 静岡ことば指導 - 鈴木ひろみ
- アクション指導 - 諸鍛冶裕太
- 料理指導 - 吉澤万里子、住川啓子
- 制作統括 - 菓子浩
- スケジュール - 宮崎暁夫
- 演出補 - 柿田裕左、畑中みゆき、高田知徳、村上加奈
- 制作著作 - NHK

## 放送日程
| 各話   | 放送日   | サブタイトル     | 演出   |
| ------ | -------- | ---------------- | ------ |
| 第1回  | 10月14日 | 彼だけはやめて   | 黒崎博 |
| 第2回  | 10月21日 | 認めたくない喜び | 黒崎博 |
| 第3回  | 10月28日 | 秘密             | 黒崎博 |
| 第4回  | 11月04日 | 別れの予感       | 黒崎博 |
| 第5回  | 11月11日 | 罪と罰           | 田中正 |
| 第6回  | 11月18日 | ママになりたい   | 田中正 |
| 第7回  | 11月25日 | 女と男           | 田中正 |
| 第8回  | 12月02日 | 誰のための命     | 田中正 |
| 最終回 | 12月09日 | 幸せな家族       | 黒崎博 |